# Nikolái Przewalski

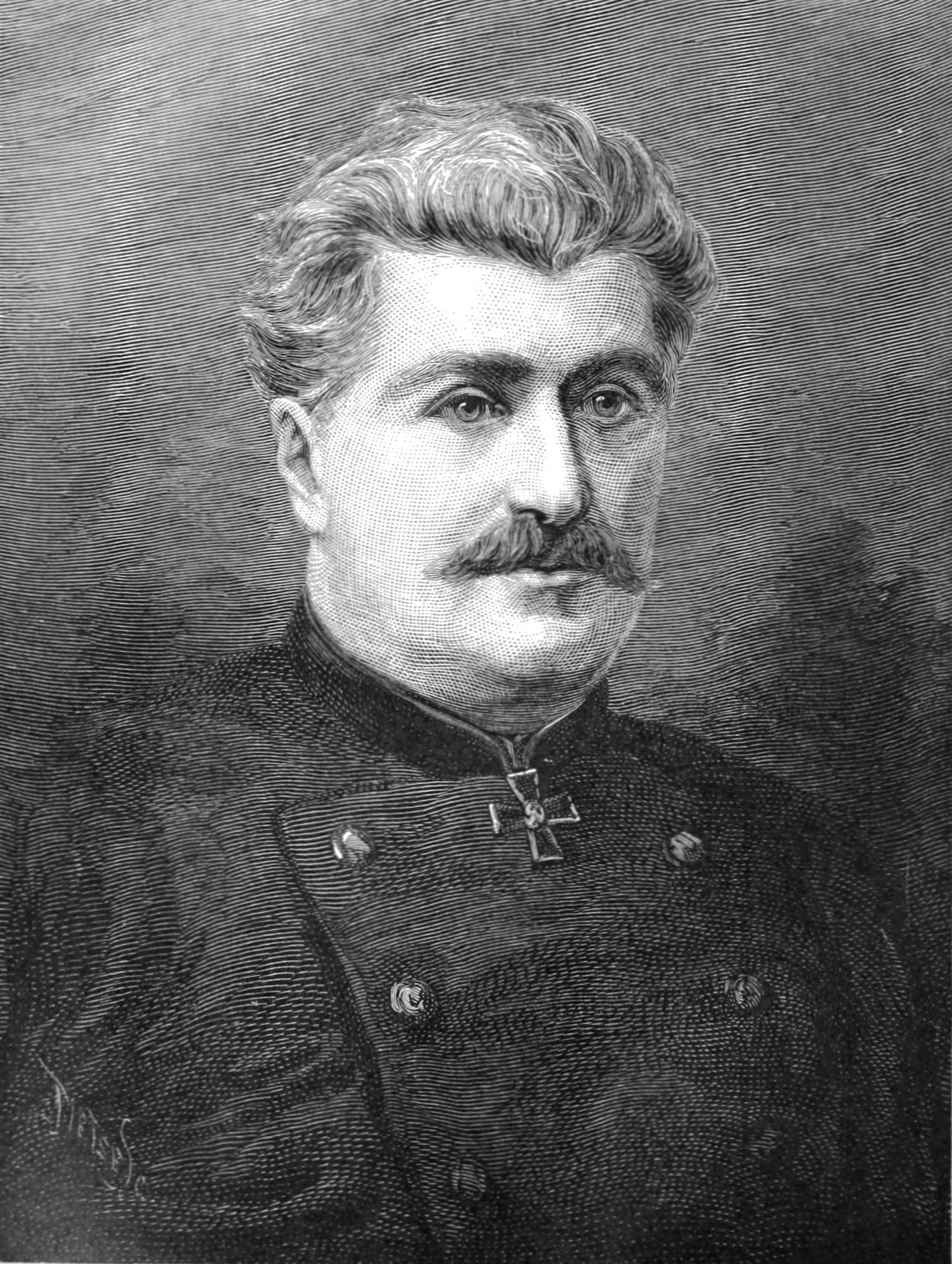
Nikolái Przewalski (c. 1886-1887)

Nikolái Mijáilovich Przewalski (en ruso: Николай Михайлович Пржевальский, romanizado: Nikolái Mijáilovich Przhevalski; Smolensk; 12 de abril de 1839-Karakol; 1 de noviembre de 1888) fue un geógrafo y naturalista ruso. Fue un importante explorador de Asia Oriental y Asia Central.
Aunque nunca llegó a su meta final, la ciudad de Lhasa en el Tíbet, viajó a través de regiones desconocidas, al oeste, como el norte de Tíbet, la actual Qinghai y Zungaria.
Contribuyó significativamente al conocimiento europeo sobre el Asia Central y fue el primer europeo que descubrió una de las pocas subespecies existentes de caballo salvaje, que hoy lleva su nombre: Equus ferus przewalskii.

## Biografía
Przewalski nació en Smolensk en una familia de la nobleza polaca, donde inició sus estudios, antes de ingresar a la Academia Militar en San Petersburgo. En 1864, se convirtió en profesor de geografía en la escuela militar de Varsovia.
En 1867, solicitó a la Sociedad Geográfica Rusa ser enviado a Irkutsk en el este de Siberia. Su intención era explorar la cuenca del río Ussuri, un afluente del Amur. Esta fue su primera expedición de importancia, que duró dos años. Przewalski publicó el diario de la expedición con el título Viajes por la región de Ussuri, 1867-69.
Algunos biógrafos soviéticos han afirmado que posiblemente Przewalski ―que siempre despreció a las mujeres― en realidad era homosexual.
Es posible que los jóvenes ayudantes varones que lo acompañaron en cada uno de sus viajes ―incluyendo Nikolái Yagunov (16), Mijaíl Pyltsov (18), Fiódor Eklon (18) y Yevgraf (18)― podrían haber sido sus amantes.

## Muerte
Poco antes del comienzo de su quinto viaje, Przewalski contrajo tifus (que no se debe confundir con la fiebre tifoidea) al tomar agua del río Chu ―del que se sabía que estaba infectado con la enfermedad―. Murió en Karakol, a orillas del lago Issyk-Kul en el actual Kirguistán.
Fue enterrado en el cementerio de la aldea. El zar inmediatamente cambió el nombre de la localidad a Pristan-Przhevalsk (en el distrito de Issyk Kul). Allí hay monumentos dedicados a su memoria, y un museo sobre su vida y obra. Hay otro monumento en San Petersburgo.

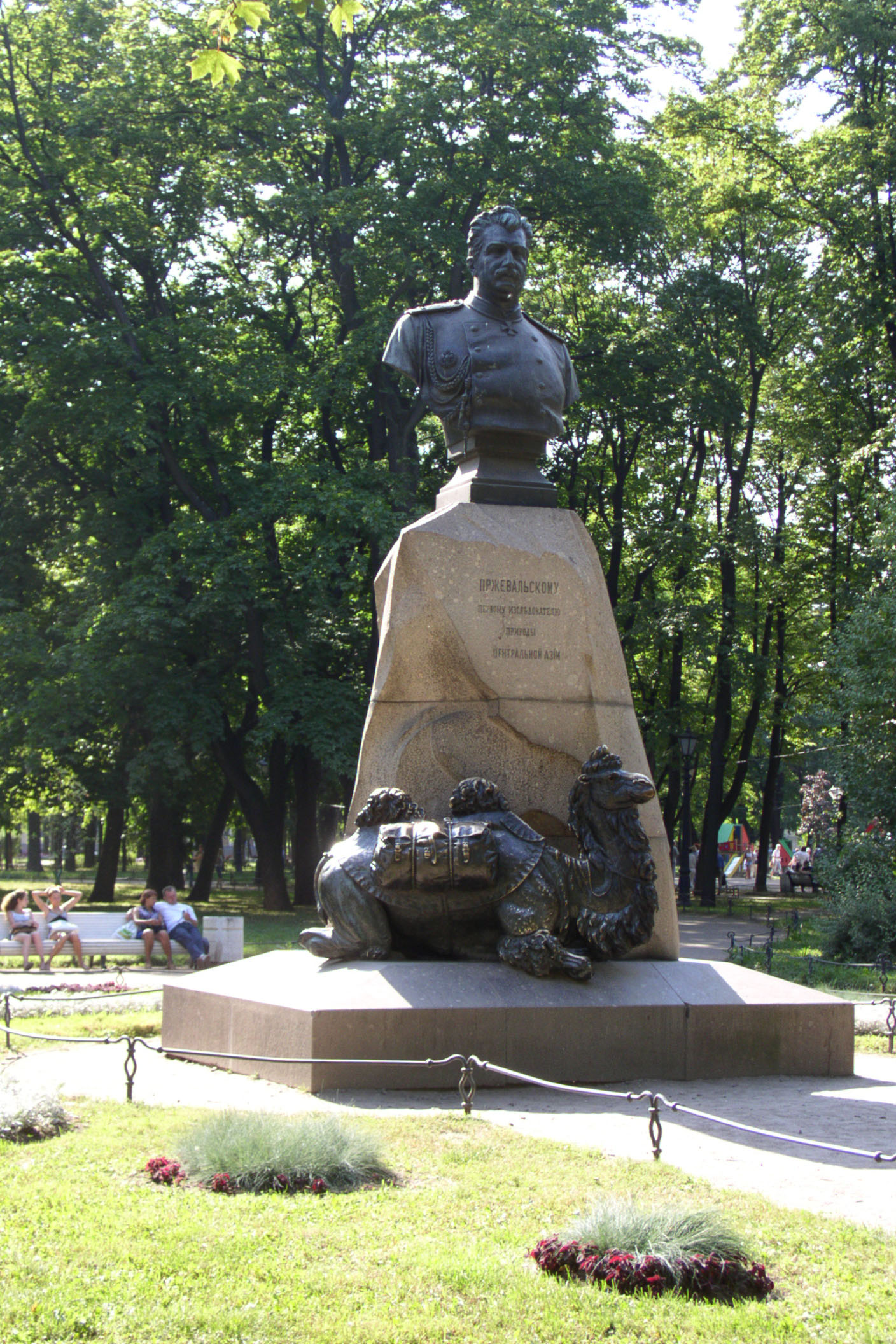
Monumento en San Petersburgo.

## Leyenda urbana
Una leyenda urbana afirma que Iósif Stalin fue un hijo ilegítimo de Nikolái Przewalski.
La leyenda se apoya en la semejanza de los hombres, probablemente exagerada por los esfuerzos de propaganda para hacer imágenes canónicas de un Stalin más eslavo. Sin embargo, no hay registros de que Przewalski hubiera visitado Georgia.
La versión humorística de esta leyenda aparece en el libro La vida y las extraordinarias aventuras del soldado Iván Chonkin (1975), del escritor disidente soviético Vladímir Voinóvich (1932-2018).

## Referencias

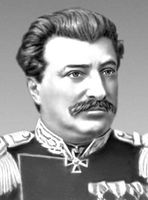
Típica representación soviética de Nikolái Przewalski

## Abreviatura (zoología)
La abreviatura Przewalski  se emplea para indicar a Nikolái Przewalski como autoridad en la descripción y taxonomía en zoología.

- La abreviatura «Przew.» se emplea para indicar a Nikolái Przewalski como autoridad en la descripción y clasificación científica de los vegetales.[13]